# Alexandre Abramov-Mirov
Pour les articles homonymes, voir Abramov.
Alexandre Lazarévitch Abramov-Mirov (en russe : Александр Лазаревич Абрамов-Миров), né le 19 octobre 1895 à Chavli (gouvernement de Kovno, Empire russe) et mort exécuté le 25 octobre 1937 à Moscou (RSFS de Russie, Union soviétique), est un homme politique russe puis soviétique.

## Biographie
Il est le fils d'un marchand juif de la ville de Chavli, dans le gouvernement de Kovno (aujourd'hui Šiauliai en Lituanie). Fortement influencé durant son enfance par ses frères membres du Syndicat général des travailleurs juifs, il adhère au Parti bolchevik en 1916 et participe l'année suivante à la révolution d'Octobre. Lors de la guerre soviéto-polonaise de 1920, il organise au nom de Léon Trotski la « brigade allemande » sur le front occidental. Plus tard il devient secrétaire à l'ambassade soviétique à Berlin, où il dirige les renseignements extérieurs du Komintern en Allemagne.
En 1926 il prend la direction centrale de l'Internationale communiste (ECCI, OMS) à Moscou, fonction qu'il occupe pendant dix ans avant d'être transféré en septembre 1936 dans l'Armée rouge. Il y dirige l'espionnage militaire soviétique durant la guerre civile espagnole. Arrêté le 21 mai 1937 par le NKVD et accusé d'avoir soutenu Trotski, il est condamné à mort le 25 novembre 1937 et fusillé un jour plus tard. Sa femme, Elena, qui a également travaillé en tant que correspondante du TASS en Espagne, est elle aussi abattue trois mois plus tard. Ses restes sont enterrés dans la fosse commune du cimetière Donskoï. Abramov-Mirov sera réhabilité en 1958.